# Big Red Machine (album)
Big Red Machine è l'album di debutto del gruppo Big Red Machine, pubblicato il 31 agosto 2018 dalla Jagjaguwar.

## Tracce
1. Deep Green – 4:01
2. Gratitude – 5:56
3. Lyla – 5:10
4. Air Stryp – 2:03
5. Hymnostic – 3:02
6. Forest Green – 5:49
7. OMDB – 7:42
8. People Lullaby – 5:23
9. I Won't Run from It – 3:38
10. Melt – 4:07

## Formazione
- Aaron Dessner - drum machine, synthesizer, acoustic guitar, electric guitar, piano, mellotron, bass, songwriting, production
- Justin Vernon - vocals, electric guitar, bass, synthesizer, baritone guitar, songwriting, production
- Brad Cook - production, bass, omnichord, synthesizer
- Jonathan Low - engineering
- JT Bates - drums (all tracks)
- Bryce Dessner - orchestration (6-8), electric guitar (7)
- Bryan Devendorf - drum machine (2-3, 6-7)
- Phoebe Bridgers - additional vocals (3)
- Kate Stables - additional vocals (5, 8-9)
- Richard Reed Parry - additional vocals (2, 5, 9)
- Lisa Hannigan - additional vocals (1, 3, 5, 8-10)
- Andrew Broder - additional vocals (3)
- Camilla Staveley-Taylor - additional vocals (3, 6)
- Emily Staveley-Taylor - additional vocals (3, 5, 8-10)
- Jessica Staveley-Taylor - additional vocals (3, 5, 8-10)
- Zoe Randell - additional vocals (8-10)
- Steve Hassett - additional vocals (8-10)

## Classifiche

### Classifiche settimanali
| Classifica (2018) | Posizione massima |
| ----------------- | ----------------- |
| Belgio (Fiandre)  | 16                |
| Paesi Bassi       | 80                |
| Regno Unito       | 86                |
| Svizzera          | 96                |